# Aeropuerto de Moosonee
El Aeropuerto de Moosonee (del inglés: Moosonee Airport) (IATA: YMO, OACI: CYMO) está ubicado a 2 MN (3,7 km; 2,3 mi) al norte de Moosonee, Ontario, Canadá.

## Aerolíneas y destinos
- Air Creebec
  - Attawapiskat / Aeropuerto de Attawapiskat
  - Kashechewan / Aeropuerto de Kashechewan
  - Fort Albany / Aeropuerto de Fort Albany
  - Peawanuck / Aeropuerto de Peawanuck
  - Timmins / Aeropuerto de Timmins
  - Waskaganish / Aeropuerto de Waskaganish